# Гудас, Лео
Лео Гудас (чеш. Leo Gudas; род. 20 мая 1965, Брунталь) — чехословацкий и чешский хоккейный защитник и тренер. Бронзовый призёр Олимпийских игр 1992 года. Отец хоккеиста Радко Гудаса.

## Биография

### Клубная карьера
Лео Гудас начал свою хоккейную карьеру в 1981 году, в команде «Либерец». В чемпионате Чехословакии он в основном выступал за пражскую «Спарту». Дважды (в 1990 и 1993 годах) становился чемпионом Чехословакии в составе «Спарты». С 1985 по 1987 год выступал за армейский клуб «Дукла Йиглава». В 1990 году он уехал за границу, играл в Финляндии за команду «Ювяскюля». В первом сезоне стал лучшим хоккеистом финской лиги по показателю полезности, во втором пробился в финал чемпионата Финляндии. Во второй половине 90-х годов Гудас часто менял команды. Закончил игровую карьеру в 2003 году, последний сезон провёл в Бероуне.

### Тренерская карьера
После окончания хоккейной карьеры стал тренером. С 2003 по 2014 год работал в чешских клубах «Бероуншти Медведи», «Спарта», «Мост», «Млада Болеслав», «Кадань» и «Хомутов». С 2014 по 2016 год тренировал словацкий «Пиештяни», с 2016 года был тренером румынского клуба «Чиксереда». 4 ноября 2018 года покинул свою должность.

### Сборная Чехословакии (Чехии)
В составе сборной Чехословакии становился бронзовым призёром Олимпийских игр 1992 года года в Альбервилле. Также 4 раза (трижды со сборной Чехословакии и один раза с чешской сборной) выигрывал бронзовые медали чемпионатов мира. Всего за сборную провёл 104 игры, забросил 13 шайб.

## Достижения

### Командные
- Бронзовый призёр Олимпийских игр 1992
- Бронзовый призёр чемпионатов мира 1989, 1990, 1992 и 1993
- Чемпион Чехословакии 1990 и 1993
- Серебряный призёр чемпионата Чехословакии 1988
- Серебряный призёр чемпионата Финляндии 1992
- Серебряный призёр молодёжного чемпионата мира 1985
- Бронзовый призёр чемпионата Европы среди юниоров 1983

### Личные
- Лучший хоккеист чемпионата Финляндии 1991 по показателю полезности (+35)
- Лучший бомбардир-защитник плей-офф чемпионата Финляндии 1991 (8 очков)

## Статистика
- Чемпионат Чехословакии (Чехии) — 314 игр, 102 очка (35+67)
- Сборная Чехословакии — 94 игры, 10 шайб
- Сборная Чехии — 10 игр, 3 шайбы
- Чемпионат Германии — 148 игр, 51 очко (10+41)
- Чемпионат Финляндии — 103 игры, 61 очко (18+43)
- Немецкая вторая лига — 88 игр, 28 очков (9+19)
- Шведский первый дивизион — 79 игр, 30 очков (14+16)
- Швейцарская национальная лига А — 15 игр, 5 очков (1+4)
- Чехословацкая вторая лига — 41 игра, 18 очков (6+12)
- Чешская первая лига — 14 игр, 1 очко (0+1)
- Всего за карьеру — 906 игр, 106 шайб

## Семья
Женат, двое детей. Сын Радко Гудас — защитник сборной Чехии и клуба НХЛ «Вашингтон Кэпиталз».
Дочь Каролина замужем за известным чешским хоккеистом, бывшим вратарём «Филадельфия Флайерз» Михалом Нойвиртом.